# Pustómyty
Pustómyty (ucraniano: Пусто́мити) es una ciudad de Ucrania perteneciente al raión de Leópolis de la óblast de Leópolis.
En 2017, la ciudad tenía una población de 9453 habitantes. Desde la reforma territorial de 2020 es sede de un municipio que tiene una población total de más de quince mil habitantes y que incluye nueve pueblos como pedanías: Bérehy, Viniavy, Dybyanky, Malýnivka, Myloshevychi, Mistky, Naváriya, Pólianka y Semenivka.
Se ubica a orillas del río Stavchanka, unos 10 km al suroeste de la capital regional Leópolis sobre la carretera T1416 que lleva a Drohóbych.

## Historia
Tiene su origen en un antiguo paso fronterizo medieval entre los principados de Peremyshl y Zvenýhorod. Desde el siglo XV aparece en documentos como un pueblo que perteneció como señorío a diversas familias nobles a lo largo del tiempo. Su desarrollo urbano comenzó la década de 1880, cuando su entonces propietario, el noble húngaro Longin Dunka de Sajó, abrió aquí un balneario en torno al manantial de agua mineral sulfurosa del pueblo; en esa misma década se abrieron también fábricas de cal y una estación ferroviaria en la línea de ferrocarril de Leópolis a Stry. Tras la Segunda Guerra Mundial, la RSS de Ucrania le dio el estatus de asentamiento de tipo urbano, elevado en 1988 a ciudad de importancia distrital. Hasta 2020 fue la capital de su propio raión.